# Електронний блок керування

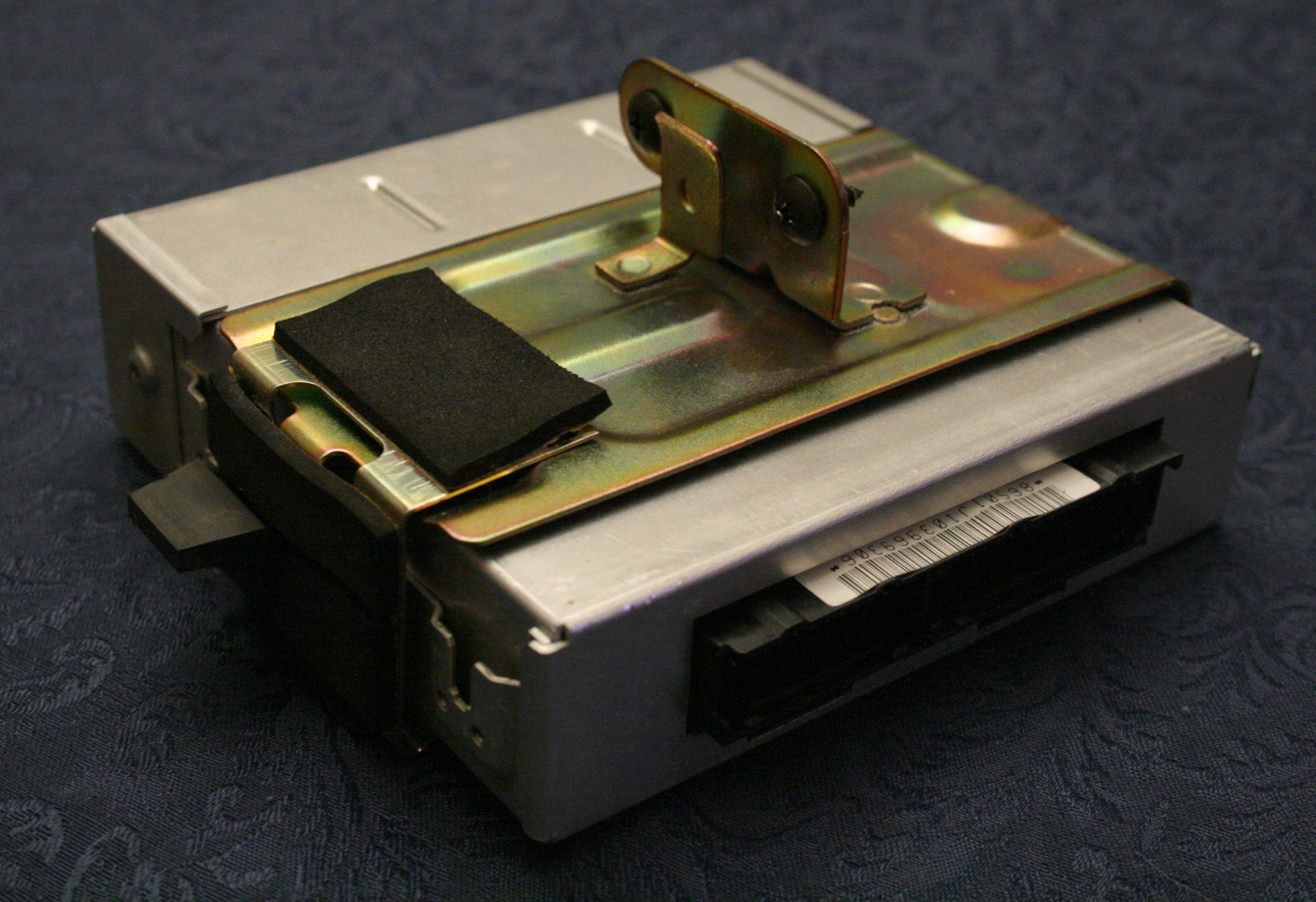
ЕБК Geo Storm

Електронний блок керування, ЕБК (англ. electronic control unit, ECU) — пристрій у автомобілі, який контролює та керує його електричними системами та підсистемами. На сучасних автомобілях, як правило, більшість систем, що керуються електронікою мають свої, індивідуальні ЕБК. Ці ЕБК в свою чергу, об'єднуються у один спільний Центральний модуль керування автомобілем. Беручи до уваги сучасний автомобіль, то на ньому може бути встановлено до 80 ЕБК різних систем автомобіля. Електрогідравлічний блок управління Мег призначений для керування силовою гідравлікою механізованого кріплення.[значущість факту?]
Сучасні транспортні засоби мають багато ЕБК, і вони можуть включати деякі або всі з наступного: модуль керування двигуном (ECM), модуль керування трансмісією (TCM), модуль керування гальмами (BCM або EBCM), центральний модуль керування (CCM), центральний модуль синхронізації (CTM), загальний електронний модуль (GEM), модуль керування кузовом (BCM) і модуль керування підвіскою (SCM). Усі ці ECU разом іноді називають комп’ютером автомобіля, хоча технічно всі вони є окремими комп’ютерами, а не одним. Іноді вузол включає кілька окремих модулів керування (PCM часто керує як двигуном, так і трансмісією).
Деякі сучасні автомобілі мають до 150 ECU. Вбудоване програмне забезпечення в ECU продовжує зростати в кількості рядків, складності та витонченості. Управління зростаючою складністю та кількістю ECU в транспортному засобі стало ключовим викликом для виробників комплектного обладнання (OEM).

## Види ЕБК
Загалом, можна виділити такі системи та агрегати автомобіля, що керуються ЕБК:
- Двигун — блок керування двигуном (англ. engine control module, ECM)
- Коробка передач
- Подушки безпеки
- Система діагностики
- Швидкість руху авто